# ویلفرید لوریه
سِر ویلفرید لوریه (انگلیسی: Wilfrid Laurier؛ زاده ۲۰ نوامبر ۱۸۴۱ – درگذشته ۱۷ فوریهٔ ۱۹۱۹) یک سیاست‌مدار اهل کانادا بود. او هفتمین نخست‌وزیر کانادا بود و از ۱۱ ژوئیه سال ۱۸۹۶ تا ۶ اکتبر ۱۹۱۱ در این پست خدمت کرد.
او اولین نخست‌وزیر فرانسه زبان کانادا بود و در اغلب موارد به عنوان یکی از بزرگترین دولتمردان این کشور در نظر گرفته می‌شود. او برای سیاست‌های مصالحه‌جویانه‌اش در گسترش کنفدراسیون و مصالحه بین بخش‌های فرانسوی و انگلیسی کانادا شهرت دارد.